# Herwig Zens

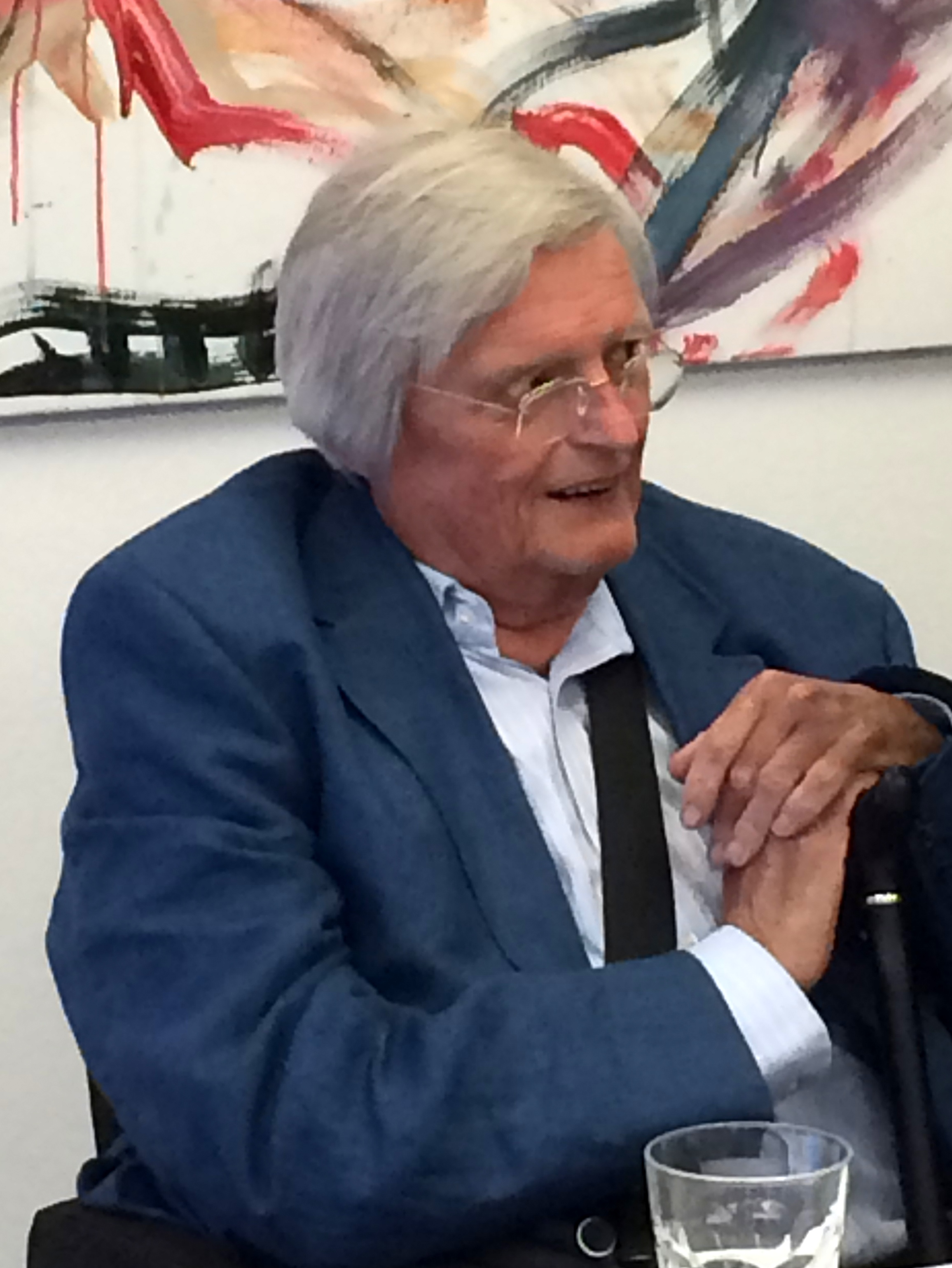
Herwig Zens im Juni 2019

Herwig Zens (* 5. Juni 1943 in Himberg bei Wien; † 24. September 2019 in Wien) war ein österreichischer Maler und Kunstpädagoge.

## Leben und Werk
Herwig Zens begann 1961 sein Studium an der Akademie der bildenden Künste in Wien. Schon 1962 besuchte er auch die Schule des Sehens von Oskar Kokoschka in Salzburg. 1965 wurde Zens der Fügerpreis verliehen, dem in den folgenden Jahrzehnten noch viele weitere Preise folgen sollten. Im selben Jahr reiste er nach Spanien und begann die Arbeit an seiner Diplomarbeit über die „Pinturas Negras“ von Francisco de Goya, der eine tiefe Faszination auf ihn ausübte. 1966 absolvierte Zens die Lehramtsprüfung für Bildnerische Erziehung, Geschichte und Werkerziehung, ein Jahr später schloss er seine Ausbildung mit einem Diplom der Malerei bei Elsner ab.
Nach seinem Studium stieg Zens in den Schulbetrieb ein, wobei er als leidenschaftlicher Pädagoge an einigen Wiener Gymnasien tätig war. In dieser Zeit entstand unter anderem das Filmprojekt „Beethoven im Rucksack“, bei dem auch der spätere Kabarettist Thomas Maurer als Schüler mitwirkte. Dieser Film markiert den Beginn der Zusammenarbeit mit dem Filmemacher Herbert Link, der zahlreiche Filme über Herwig Zens und sein Werk gestaltet hat.
Neben der pädagogischen Tätigkeit widmete sich Zens auch intensiv seinem künstlerischen Werk. 1984 begann er seine Goya-Projektionen, Variationen über die „Pinturas Negras“, die 1993 abgeschlossen wurden. Am 9. November 1977 notierte Zens erstmals etwas in seinem „radierten Tagebuch“. Auf Kupferplatten im Format 5 × 40 cm hielt er seit damals Tag für Tag in unterschiedlichen Radiertechniken fest, was ihn bewegt. 1995 wurde das Tagebuch erstmals in einem Stück gedruckt und auf der Art multiple in Düsseldorf gezeigt – als damals längste Radierung der Welt. 2006 wurde das Tagebuch erneut zu Papier gebracht – auf einer Länge von ca. 40 Metern.
In seinem Werk setzt sich Zens intensiv mit dem Tod auseinander, unter anderem in den Großprojekten „Basler Totentanz“, den Kreuzwegstationen im Österreichischen Hospiz in Jerusalem und der Gestaltung der Aufbahrungshalle in Brunn am Gebirge. Außerdem widmete sich Zens immer wieder der griechischen Mythologie, dem Werk von Francisco de Goya und Spanien.
1987 wurde Herwig Zens als Professor an die Akademie der bildenden Künste in Wien berufen, wo er schon seit 1975 einen Lehrauftrag hatte. Bis 2006 war er als Vorstand des Institutes für das künstlerische Lehramt tätig.
Zens schuf über tausend Zeichnungen, Radierungen, Ölbilder und druckgraphische Werke, die er in über 100 Einzelausstellungen in Europa und den USA präsentierte. 2011 wurde ihm das Österreichische Ehrenkreuz für Wissenschaft und Kunst I. Klasse verliehen. Herwig Zens lebte und arbeitete in Wien.

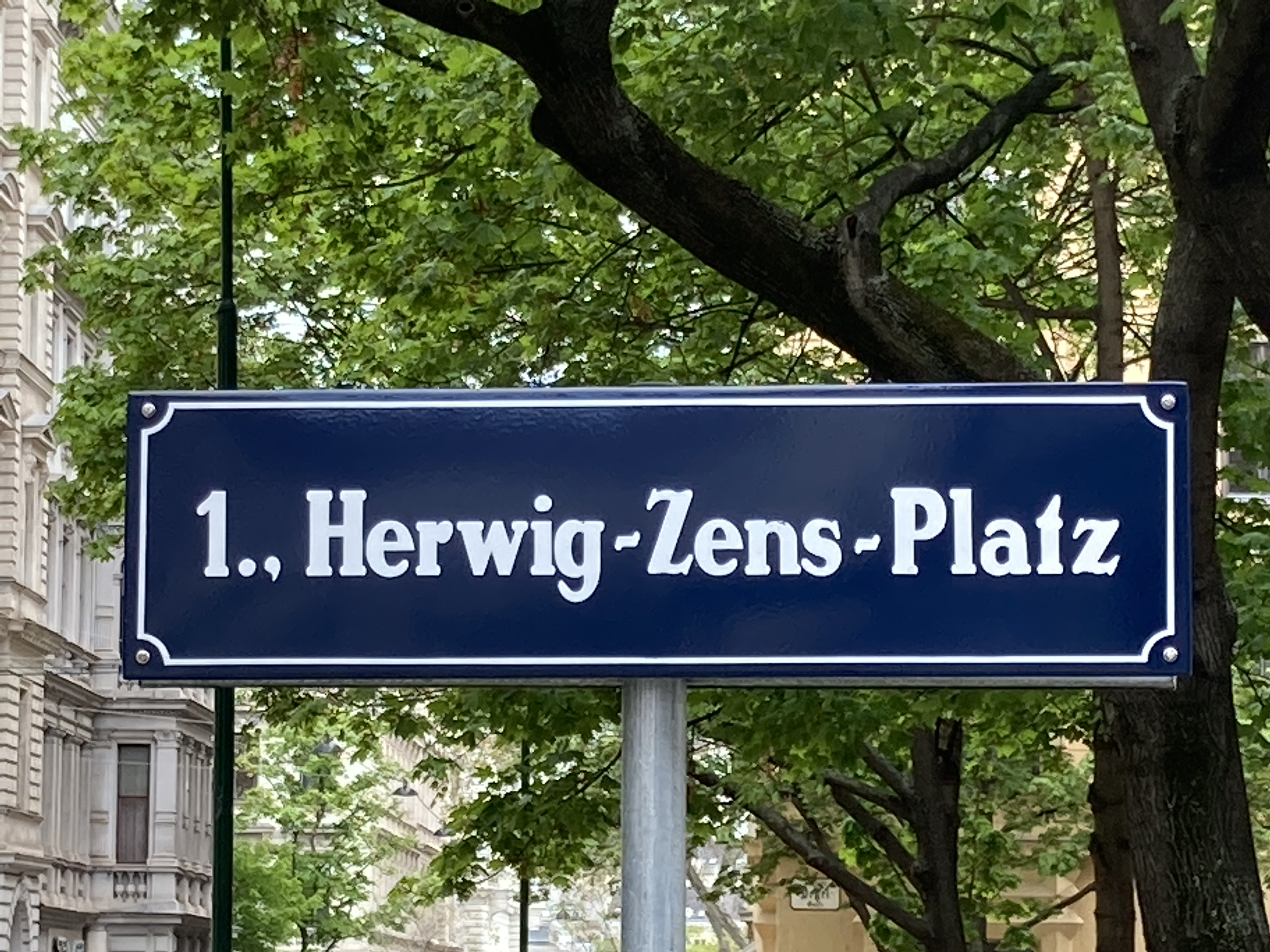
Herwig-Zens-Platz

Er überließ seinen Körper dem Anatomischen Institut der Universität Wien zu wissenschaftlichen Zwecken. Den Toten, die ihren Körper in dieser Form gewidmet haben, sind Gedenkstätten im Wiener Zentralfriedhof gewidmet (hier: Neue Anatomiegräber, Gruppe 26).
Im Oktober 2021 wurde in Wien-Innere Stadt der Herwig-Zens-Platz nach ihm benannt.

## Werke (Auswahl)
- Aktion GOYA-PROJEKTION. (1984 bis 1993, Abschluss im Museum moderner Kunst Bilbao)
- Projekt Basler Totentanz (1990, Historisches Museum Basel)
- 14 Kreuzwegstationen für das Österreichische Hospiz in Jerusalem (Abschluss 1993)
- Präsentation des 1977 begonnenen radierten Tagebuchs als damals „längste Radierung der Welt“ (Art multiple, Düsseldorf) (1995), weitere Präsentationen unter anderem im Rahmen der Estampa in Madrid (2001) und in Betanzos (2005)
- Füssener Totentanz (1998)
- Theseus-Zyklus (2000)
- Kunstaktion und Videofilm "step by step" mit Studenten (Los Angeles 2000)
- Gestaltung der Aufbahrungshalle in Brunn am Gebirge bei Wien mit Helmut Sautner (2000)
- Wandgestaltung des Vivaldi-Saals in der Universität für Musik, Wien (2000)
- Bilderzyklus zu Hugo Distlers Totentanz op. 12 (2001)
- Schwoaze Weiber (Schlosspark Ambras 2002)
- Neuer Lübecker Totentanz (Marienkirche, Lübeck 2003)
- Projekt „Gesang der Geister über den Wassern“ mit dem Arnold Schoenberg Chor (2004)
- Goya-Paraphrasen im Kunsthistorischen Museum in Wien anlässlich der Goya-Retrospektive (2005)
- Zyklus von Bildern für den Festsaal der österreichischen Botschaft in Washington (2006)

## Auszeichnungen (Auswahl)
- 1965 Fügerpreis
- 1972 Förderungspreis des Landes Niederösterreich
- 1982 Ankaufspreis des Landes Tirol beim Innsbrucker Grafikwettbewerb
- 1982 Förderungspreis des Landes Wien
- 1986 Theodor-Körner-Preis
- 2001 Ehrenmedaille der Bundeshauptstadt Wien in Gold
- 2002 Orden del Mérito Civil (Verleihung durch Juan Carlos I. von Spanien)
- 2003 Silbernes Komturkreuz des Landes Niederösterreich für besondere kulturelle Verdienste
- 2011 Österreichisches Ehrenkreuz für Wissenschaft und Kunst I. Klasse
- 2013 Preis der Stadt Wien für Bildende Kunst
- 2018 Goldener Rathausmann[3]

## Bücher/Buchillustrationen (Auswahl)
- Francisco de Goya: Briefe an Martín Zapater. Hrsg. u. eingel. von Herwig Zens. (Enth. außerd. Herwig Zens’ Goya-Reflexionen.) Verlag Bibliothek der Provinz, Weitra 2004, ISBN 978-3-85252-598-3.
- Hans Dieter Mairinger: Es tanzt der Tod sein’ Reigen. Mit Illustrationen von Herwig Zens, Musik: Fridolin Dallinger. Wagner Verlag, Linz 2011, ISBN 978-3-902330-61-1.
- Bärbel Danneberg: Eiswege. Nach dem Suizid des Partners zurück ins Leben. Mit 21 Illustrationen von Herwig Zens. Promedia Verlag, Wien 2012, ISBN 978-3-85371-346-4
- Zens’ Mythos. Wagner Verlag, Linz 2013, ISBN 978-3-902330-88-8.
- Stefan Nebehay: Flüchtiges Wild: 50 Gedichte. Mit Illustrationen von Herwig Zens. Verlag Bibliothek der Provinz, Weitra 2014, ISBN 978-3-99028-368-4.
- Gernot Friedel: Herr Specht oder Die Legende von der Entstehung der Karnischen Alpen. Mit Illustrationen von Herwig Zens. Mandelbaum-Verlag, Wien 2015, ISBN 978-3-85476-484-7.
- Tod oder Leben - Kleiner Totentanz. Mit Illustrationen von Herwig Zens. Wagner Verlag, Linz 2015, ISBN 978-3-903040-09-0.
- „Zens Reisen“. Hrsg. von Johannes Scheer. Wagner Verlag, Linz 2016, ISBN 978-3-903040-11-3.
- "DER TOTENTANZ", Heft 7 der Reihe Totentänze mit der Ballade "Der Totentanz" von Johann Wolfgang von Goethe und zwei Originalradierungen von Prof. Herwig Zens, Hrsg. von Jost Braun, Edition Lebensretter, Berlin & Leipzig 2018

## Filme von und über Herwig Zens
- Beethoven im Rucksack (1984, Herwig Zens, Herbert Link, Robert Polak)
- Zens Vienna (1986, Herwig Zens, Herbert Link, Robert Polak)
- Plötzlich und unerwartet (1989, Herbert Link)
- Nun muss ich tanzen – Der Basler Totentanz (1990, Herwig Zens, Herbert Link, Robert Polak)
- Goya – Projektion (1993, Peter Roehsler, Michael Hudecek, Peter Kasperak)
- Das endliche Tagebuch (1995, Heimo Popotnig)
- Eine spanische Passion (1999, Herwig Zens, Gustav W. Trampitsch, Peter Kasperak)
- Schiele bitte setzen (1999, Herbert Link)
- Step by Step (2000, Herwig Zens, Peter Kasperak, Harald Pokieser)
- Eris quod sum – du wirst sein, was ich bin (2001, Herwig Zens, Herbert und Inge Link, Arnold Schoenberg Chor unter der Leitung von Erwin Ortner)
- Hugo Distlers Totentanz op. 12, Nr. 2 (2001, Herwig Zens, Herbert und Inge Link, Arnold Schoenberg Chor unter der Leitung von Erwin Ortner)
- Der mit dem Tod tanzt. Der neue Lübecker Totentanz (2003, Herbert Link)
- Franz Schubert: Gesang der Geister über den Wassern (2004, Erwin Ortner, Herwig Zens), Musik: Arnold Schoenberg Chor, Herbert und Inge Link
- Goya – Last und Leidenschaft (2005, Gustav W. Trampitsch)
- Haimatochare (2007, Herbert Link)
- Der Tod auf Urlaub (2007, Herbert Link)
- Zens – Das radierte Tagebuch (2007, Herbert Link)
- Zens rafft die Zeit – Zusammenführung von zwei unabhängigen Ereignissen (2009, Herbert Link)
- König Ubu und sein Gefolge – aus dem radierten Tagebuch von Herwig Zens (2010, Herbert Link)
- ZENS – Der Versuch (2013) Herbert Link